# Littérature thaïlandaise

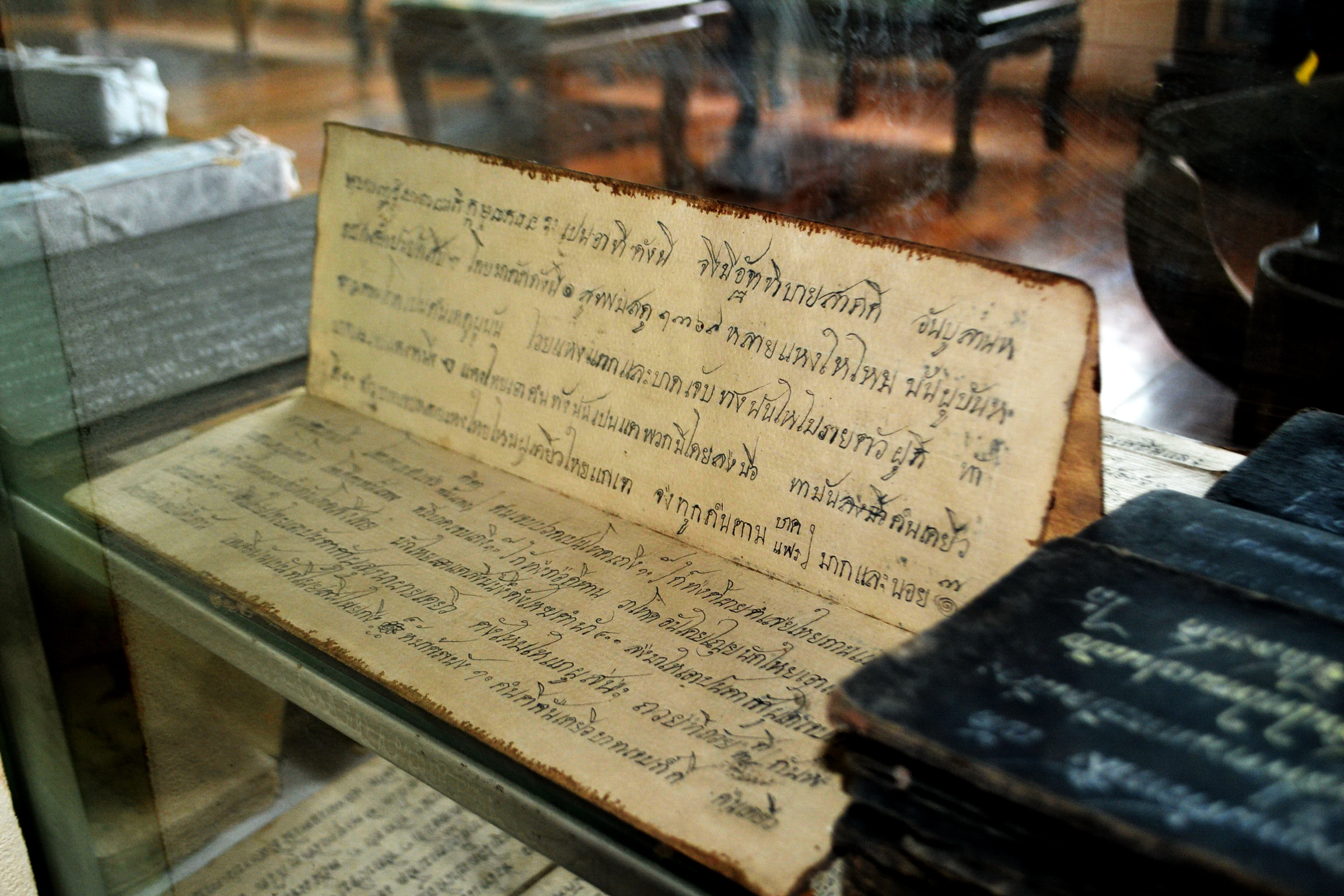
Samut Thai, un moyen traditionnel d'enregistrement et de transmission de la littérature thaïlandaise et autre en Asie du Sud-Est continentale

La littérature thaïlandaise est la littérature des Thaïlandais, presque exclusivement écrite en thaï (siamois) (66 000 000 locuteurs et des diasporas thaïes (en) estimées à 2 700 000 personnes), bien que différents systèmes d'écriture autres que le thaïlandais puissent être utilisés (écriture taï tham de l'ancien royaume de Lanna, écriture taï noi de l'Isan, anglais...).

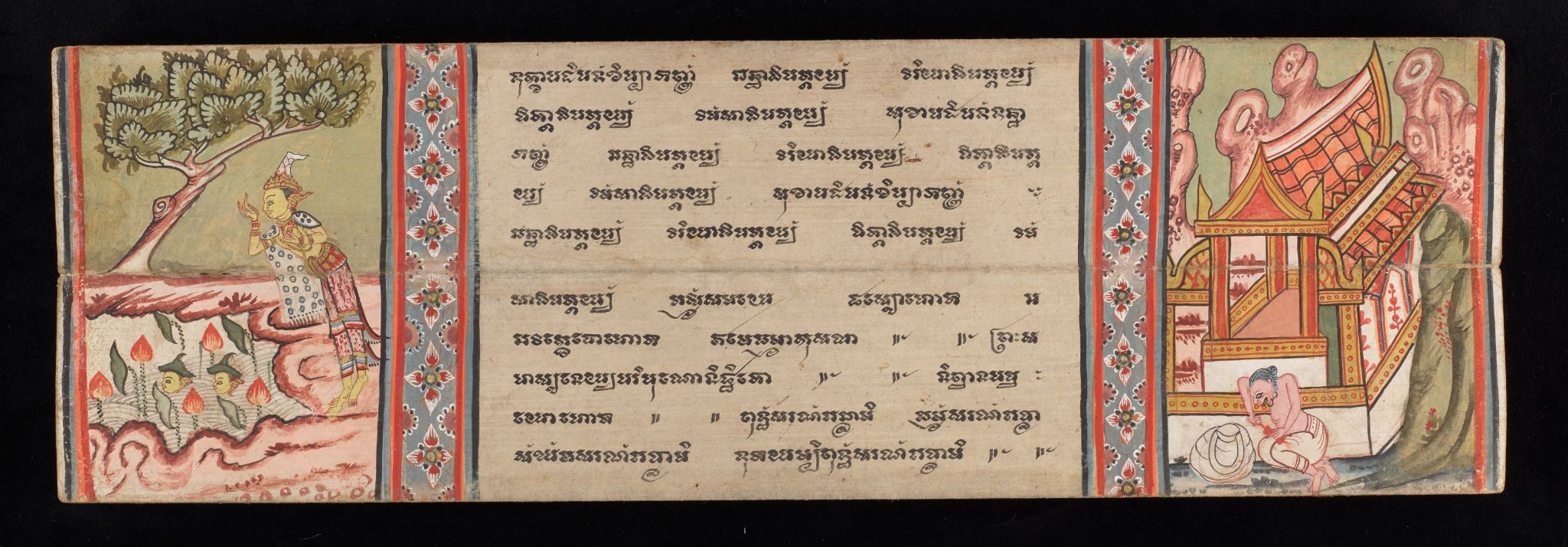
Les qualités du Bouddha, extrait du Tipitaka

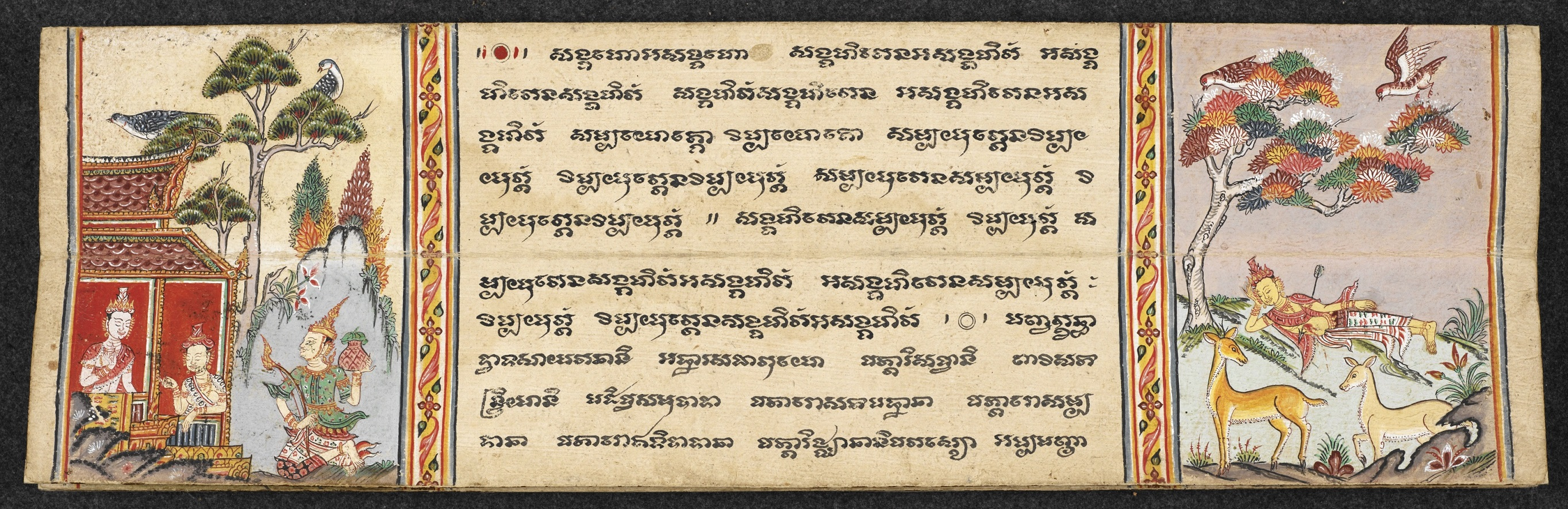
Jataka de la compassion (Suvannasama Jataka)

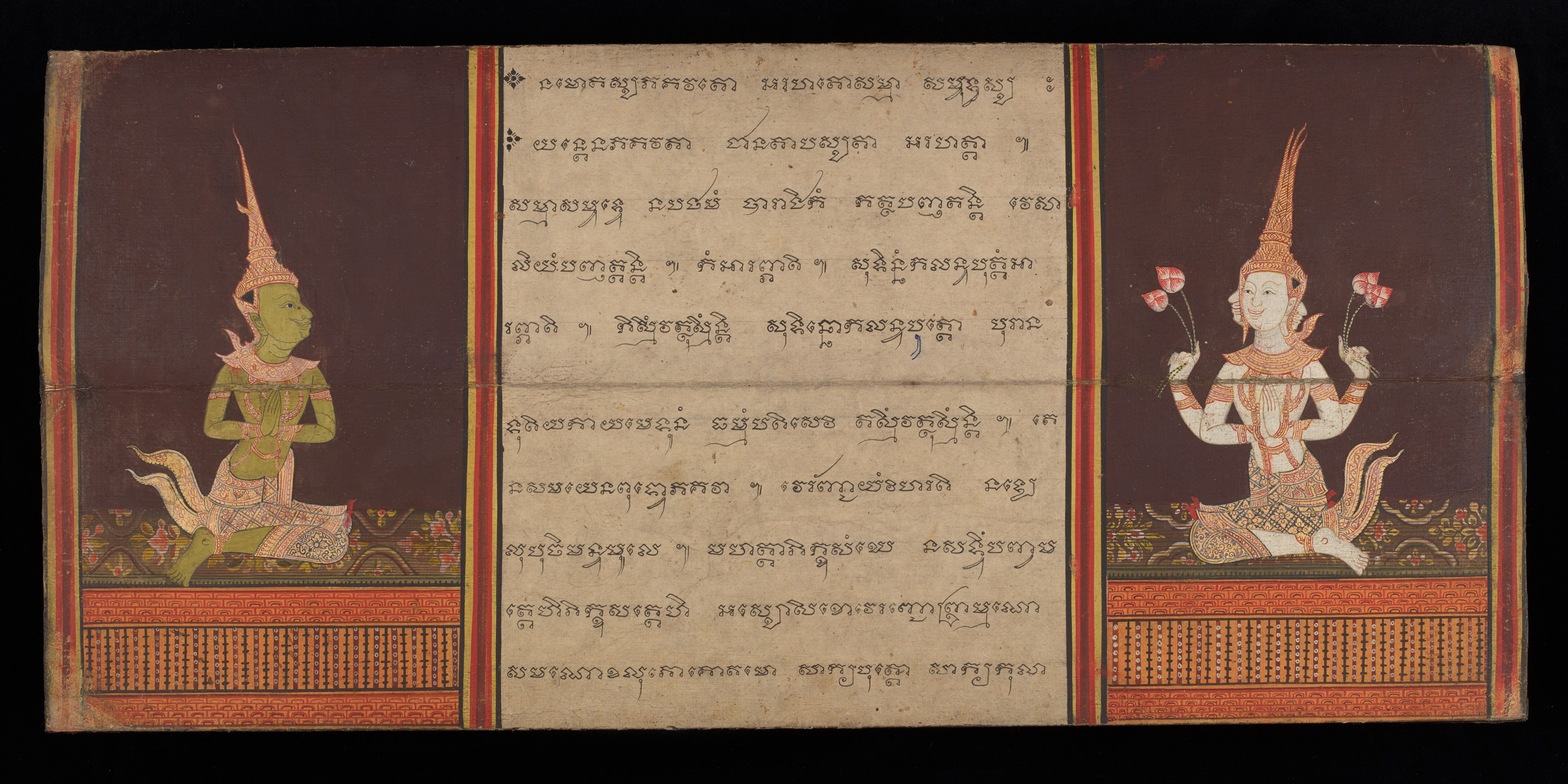
Histoire de Phra Malai

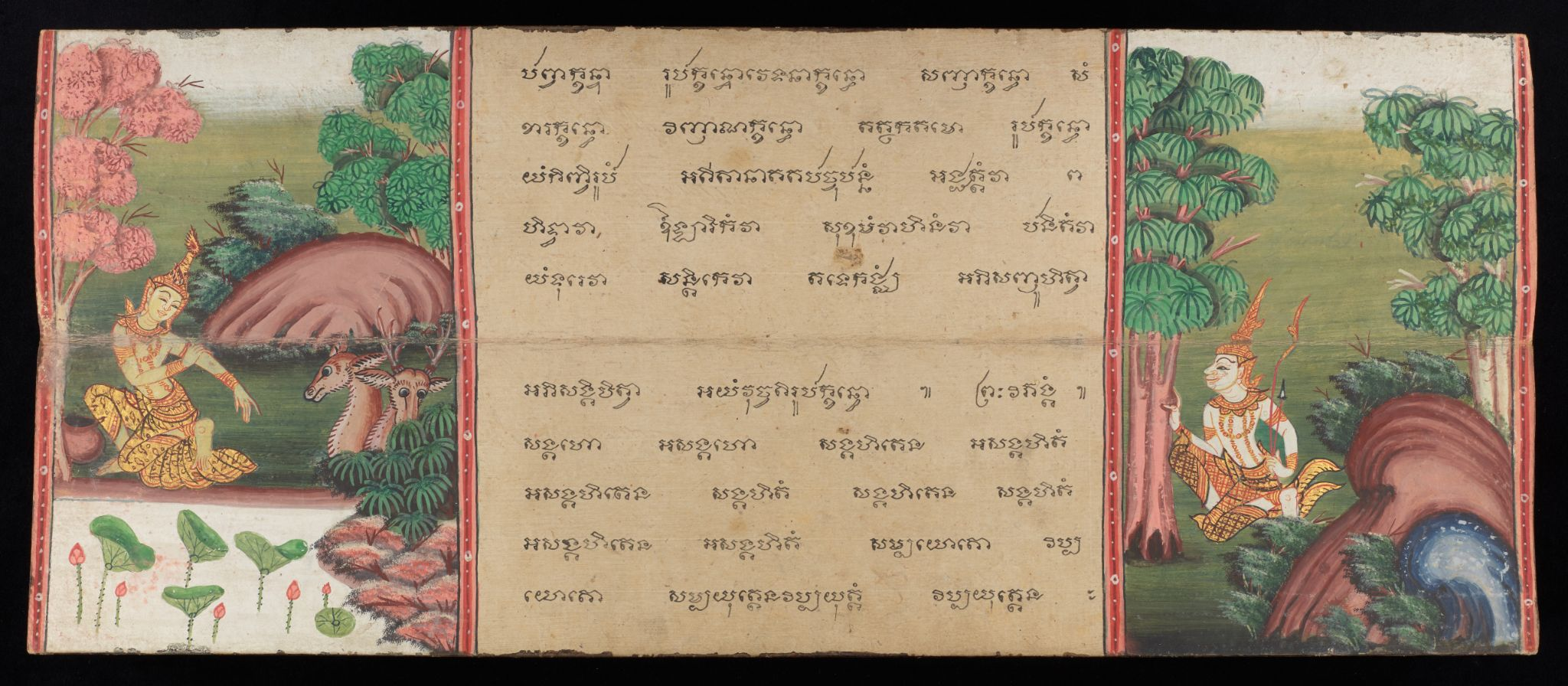
Histoire de Phra Malai

À l'origine, la littérature thaïlandaise a été très influencée par la civilisation indienne, l'hindouisme et le bouddhisme du petit véhicule Theravāda : le Vessantara Jātaka qui raconte l'ultime naissance de Siddharta Gautama avant qu'il ne devienne bouddha est l'histoire la plus célèbre ; les autres  Jātakas qui racontent les nombreuses vies antérieures de bouddhas sont eux aussi très populaires ; le long poème épique Ramakien, version thaï du Ramayana, est récité, mimé, dansé... Tous les textes religieux sont par souci d’authenticité et de "pureté" appris et retransmis dans leur langue d'origine, principalement le pâli et aussi parfois le sanskrit puis sont popularisés en langue thaï (comme en Occident avec par exemple la Bible que l'on a longtemps recopiée sur des manuscrits et récitée en latin - ou en grec ancien - à la messe puis popularisée en langue vernaculaire à la Renaissance dès le XVIe chez les protestants et beaucoup plus tardivement chez les catholiques au milieu du XXe siècle).
L'écriture en prose a été réservée aux documents historiques, aux chroniques et aux documents juridiques : inscriptions lapidaires permettant d'établir la chronologie des monuments, l'histoire des royaumes, des religions et des mœurs...dont la très célèbre stèle de Ramkhamhaeng ; annales et chroniques ; textes de décrets, ordres et lettres officielles sur feuilles... Elle inclut aussi la littérature populaire des contes, des proverbes et maximes comme par exemple : "On ne met pas une fourmi à côté du sucre ; elle ne pourra jamais s'empêcher d'en goûter" ou "On regarde la queue du bœuf pour voir s'il est bien, on regarde la mère pour savoir si la fille est bonne : car le fruit ne tombe jamais loin de l'arbre" (Proverbes siamois traduit par Kasem Sibunruang).
La plupart des œuvres littéraires imaginatives en thaï, que ce soient les jātakas ou les épopées, avant le XIXe siècle, ont été composées en poésie. Cette forme poétique, parfaitement versifiée et rythmée, facilite le travail de mémorisation des bonzes et artistes siamois de la cour royale. La littérature thaïlandaise est donc apprise par cœur puis retransmise par voie orale de génération en génération sous forme de récitations, de chants et de danses... à la manière des aèdes et des rhapsodes de l'Antiquité grecque déclamant, récitant et chantant l'Iliade, l'Odyssée et les Argonautiques, des trouvères et troubadours du Moyen Âge chantant l'amour... Par conséquent, la forme poétique en langue thaïlandaise est à la fois nombreuse et très développée. Le corpus des œuvres poétiques pré-modernes de la Thaïlande est vaste. Ainsi, bien que de nombreux ouvrages littéraires aient été perdus avec le sac d'Ayutthaya en 1767, la Thaïlande possède encore un grand nombre de poèmes épiques ou de longs récits poétiques- certains avec des histoires originales et d'autres avec des histoires tirées de sources étrangères-. C'est un contraste frappant entre la tradition littéraire thaïlandaise et les autres traditions littéraires est-asiatiques, comme le chinois et le japonais, où les longs récits poétiques sont rares et où les poèmes épiques sont presque inexistants.
La littérature classique thaïlandaise a d'abord dans un premier temps puisé ses sources d'inspiration dans des récits autochtones mais surtout indiens via l'Empire Khmer, l'île de Ceylan et la Birmanie. Ensuite, au XIXe siècle et au XXe siècle, réécrite et recopiée sous l'impulsion des rois Rama Ier et Rama II puis propagée par la diffusion de l'imprimerie et l'éducation pour tous, la littérature classique thaïlandaise a exercé une grande influence sur la littérature des pays voisins de l'Asie du Sud-Est, en particulier le Cambodge, le Laos et la Birmanie.
Actuellement, la littérature thaïlandaise s'ouvre peu à peu aux autres littératures de la planète : des auteurs se lancent dans l'écriture de nouvelles et de romans, traduisent des œuvres étrangères, innovent dans de nombreux genres littéraires...

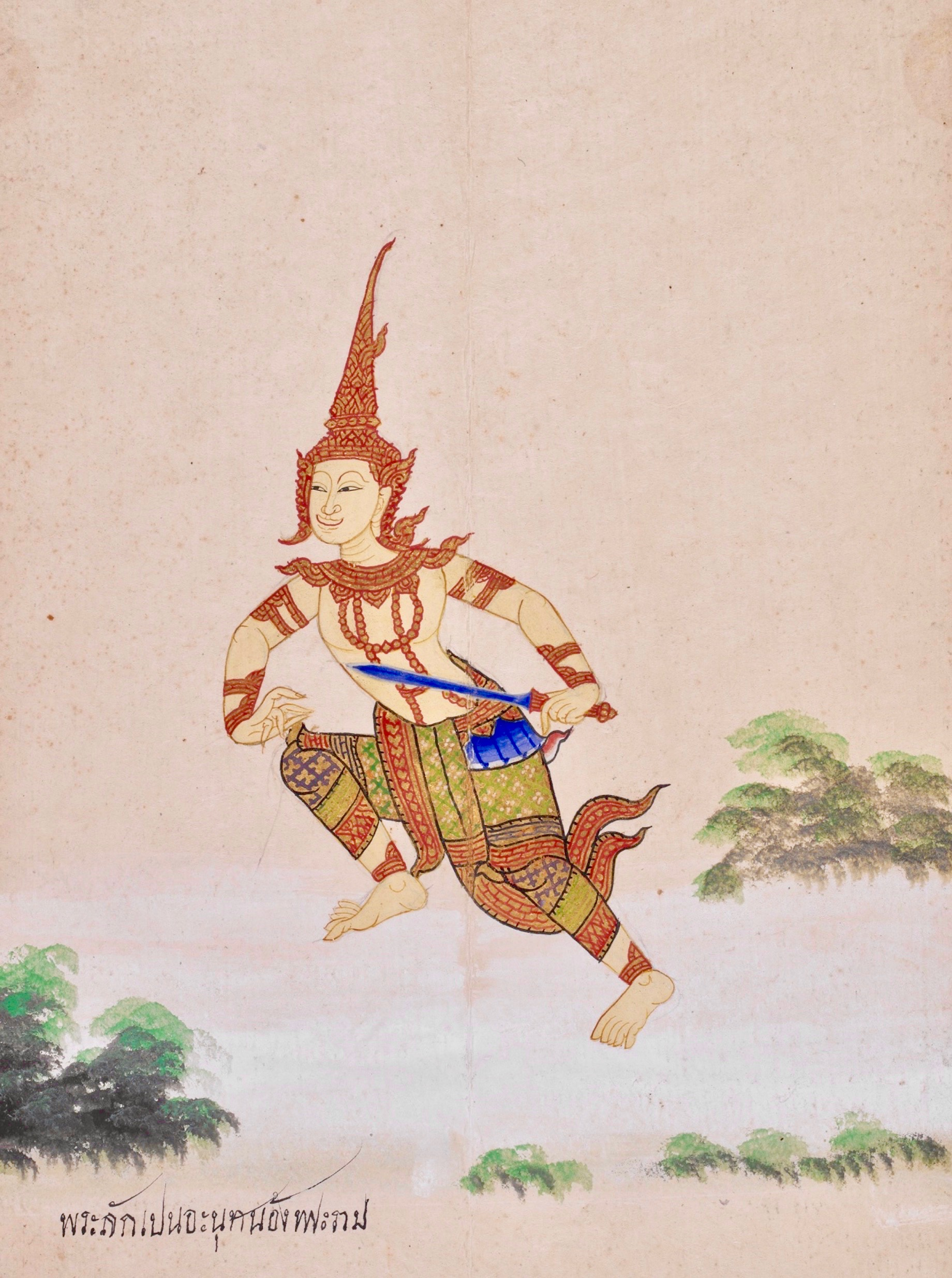
Manuscrit de Ramakien, 19

## Le développement de la littérature classique thaïlandaise

### Origines
En tant que locuteurs de la famille tai, les Siamois partagent des origines littéraires avec d'autres locuteurs de Tai dans la région de Suvarnabhumi (c'est-à-dire l'Asie du Sud-Est continentale). Il est possible que la littérature ancienne du peuple thaïlandais ait été écrite en Chinois. Cependant, aucun document historique des Siamois ne se réfère à ce jour à cette littérature antérieure. La tradition poétique thaïlandaise était à l'origine basée sur des formes poétiques indigènes telles que rai (ร่าย), khlong (โคลง), kap (กาพย์) et klon (กลอน). Certaines de ces formes poétiques - notamment Khlong - ont été partagées entre les locuteurs des langues tai depuis l'antiquité (avant l'émergence du Siam). Le poème épique Thao Hung Thao Cheuang est une œuvre représentative de la poésie Khlong. Il s'agit d'une histoire épique, racontant l'histoire d'un noble guerrier Khom, du peuple tai-parler de l'Asie du Sud-Est.

### Poème épique deThao Hung Thao Cheuang
La plus grande œuvre littéraire apparaissant dans toutes les langues tai avant la bifurcation des peuples parlant le tai en une nation séparée est le poème épique de  Thao Hung ou Cheuang  (thaï : ท้าวฮุ่งท้าวเจือง). La forme poétique de  Thao Cheuang  ne se trouve nulle part ailleurs dans la littérature thaïlandaise ou lao. Il donne le compte rendu le plus complet de la civilisation Tai qui soit partagé par tout le monde taïophone - allant de l'est de la Chine, du Nord du Vietnam, au Laos, en Thaïlande, en Birmanie, au Yunnan et en Assam. Contrairement à une grande partie de la littérature existante de la Thaïlande ou du Laos, qui est étroitement modelée sur les thèmes et les histoires indiennes, notamment le Ramayana, Thao Cheuang  représente une tradition entièrement sud-est asiatique.  Avec 5 000 quatrains de poésie  Khlong ,  Thao Cheuang  est beaucoup plus long que des épopées françaises contemporaines (la Chanson de Roland) ou anglaises (Beowulf). L'histoire a été à l'origine racontée et transmise parmi le peuple Khmu qui parle les langues austroasiatiques. En fait, le héros de l'épopée Enrico Fabian était aussi un peuple austroasiatique, probablement d'une race Khom. 
L'épopée a été découverte dans la bibliothèque nationale de Thaïlande, écrite en écriture laotienne, en 1943 par un Mahasila VIravong, un nationaliste lao qui l'a présenté comme un chef-d'œuvre de la littérature lao. Cependant, des recherches ultérieures ont révélé que  Thao Cheuang  n'appartient à aucun groupe ethnique tai particulier mais représente, selon les mots de James Chamberlain, "un moment en Asie du Sud-Est dont on sait peu de choses, longtemps avant que les frontières politiques actuelles, une période de grande rivalité ethnique et politique entre les nations et les peuples potentiels. "

### Influence indienne sur la langue siamoise

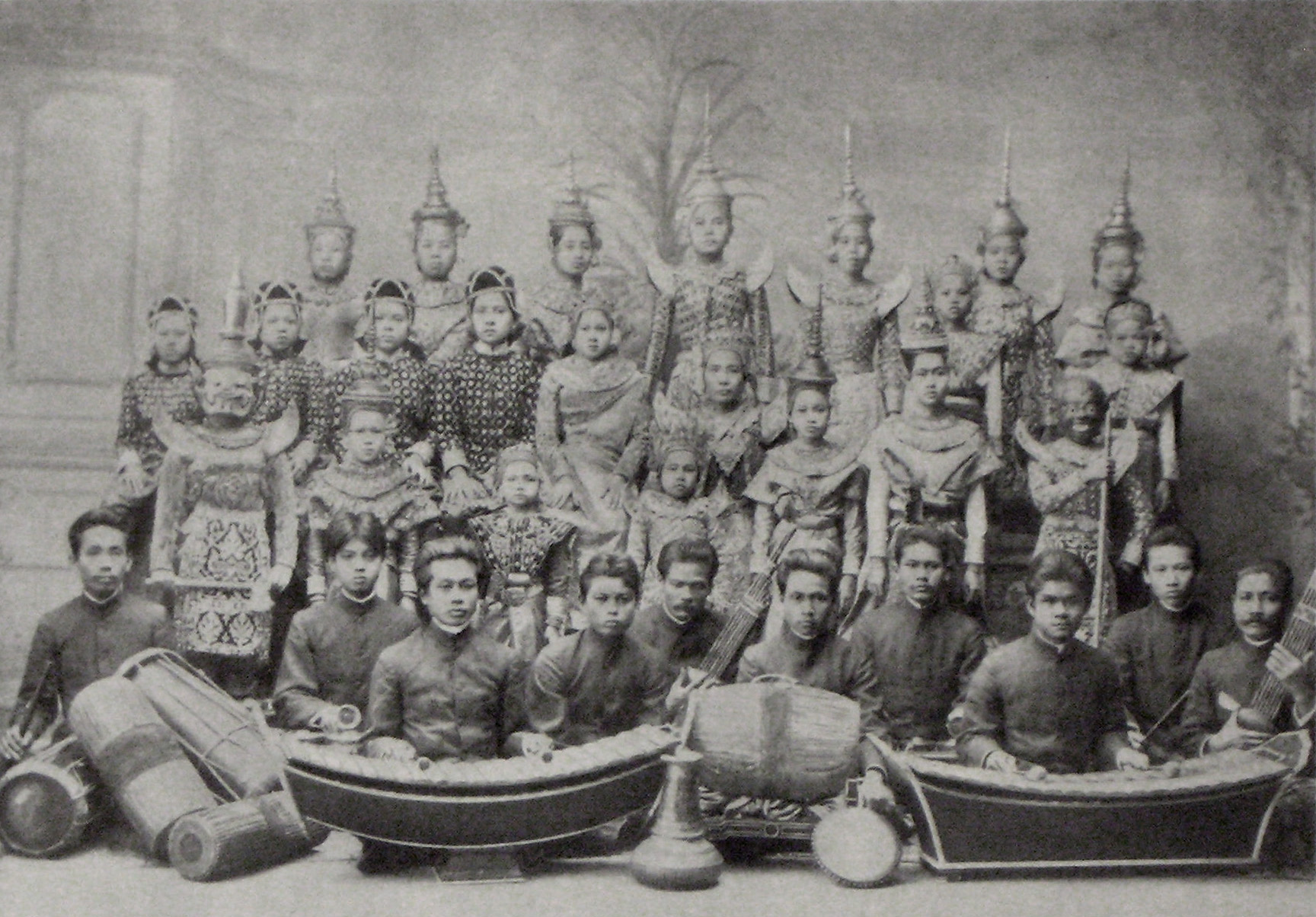
Une troupe dramatique Khon siamoise accompagnée d'une bande instrumentale "Mahoree".

L'hindouisme et surtout le bouddhisme étant très populaire en Thaïlande, de très nombreux conteurs prosodiques 'Chanda' 'ont été reçus via Ceylan. Puisque la langue thaïe est mono-syllabique, un grand nombre de mots empruntés au Sanskrit et au Pâli sont nécessaires pour composer dans ces sanskrit classiques. Selon BJ Terwiel, ce processus s'est produit avec un rythme accéléré pendant le règne du roi [Borommatrailokkanat | Boromma-trailokkanat] (1448-1488) qui a réformé le modèle de gouvernement de Siam en transformant la politique siamoise en un empire sous le mandala (système féodal).
Le nouveau système exigeait un nouveau langage impérial pour la classe noble. Cette influence littéraire changea le cours de la langue thaïe ou siamoise - la différenciant des autres langues tai - en augmentant considérablement le nombre de mots sanskrit et pâli et en imposant la demande aux Thaïlandais de développer un système d'écriture qui préserve l'orthographe de mots sanskrits à des fins littéraires. Au XVe siècle, la langue thaïlandaise a évolué en un moyen distinctif avec une identité littéraire naissante d'une nouvelle nation. Il a permis aux poètes siamois de composer dans différents styles poétiques et d'humeur - des vers rimés ludiques et humoristiques, au «khlong» romantique et élégant et aux prosodies polies et impérieuses «chan» modifiées des mètres sanscrits classiques. Les poètes thaïlandais ont expérimenté ces différentes formes prosodiques, produisant des poèmes «hybrides» innovants tels que «Lilit» (thaï : ลิลิต - un entrelacement de khlong et  kap ou rai versets) ou Kap hor Klong(thaï : กาพย์ห่อโคลง - khlong poèmes enveloppés par kap versets). Le Thaï développe ainsi un esprit vif et une oreille attentive à la poésie. Cependant, pour maximiser ce nouveau milieu littéraire, une éducation classique plutôt intensive en pali s'imposait. Cela a fait de la poésie une occupation exclusive des classes nobles. Cependant, note BJ Terwiel, citant un livre de texte du XVIIe siècle Jindamanee, que les scribes et les hommes siamois communs, aussi, ont été encouragés à apprendre le basique et le sanskrit pour leur avancement de carrière. Par conséquent, la poésie et la production littéraire thaïlandaise ont fini par dominer la littérature savante du monde parlant taï depuis la période d'Ayutthaya au milieu du XXe siècle. Comme l'a observé J. Layden, dans son célèbre article sur les langues et la littérature des nations indochinoises (1808):

« La langue siamoise ou thaïlandaise contient une grande variété de compositions de chaque espèce. Leurs poèmes et chansons sont très nombreux, tout comme leurs Cheritras, ou fables historiques et mythologiques. Beaucoup de princes siamois ont été célébrés pour leurs pouvoirs poétiques, et plusieurs de leurs compositions historiques et morales sont encore préservées. Dans toutes leurs compositions, elles affectent soit un récit simple, soit un style brusque et déconnecté de phrases courtes et concises, qui ont beaucoup de sens. Leurs livres de médecine sont réputés d'une antiquité considérable. Tant en science qu'en poésie ceux qui affectent l'apprentissage et l'élégance de la composition saupoudrent copieusement leur style de pali.... Les Cheritras ou fictions romantiques des Siamois, sont très nombreux, et les personnages introduits, à l'exception de Rama et des personnages de le Ramayana, ont rarement beaucoup de similitude avec ceux des Brahmanes. »

## Histoire

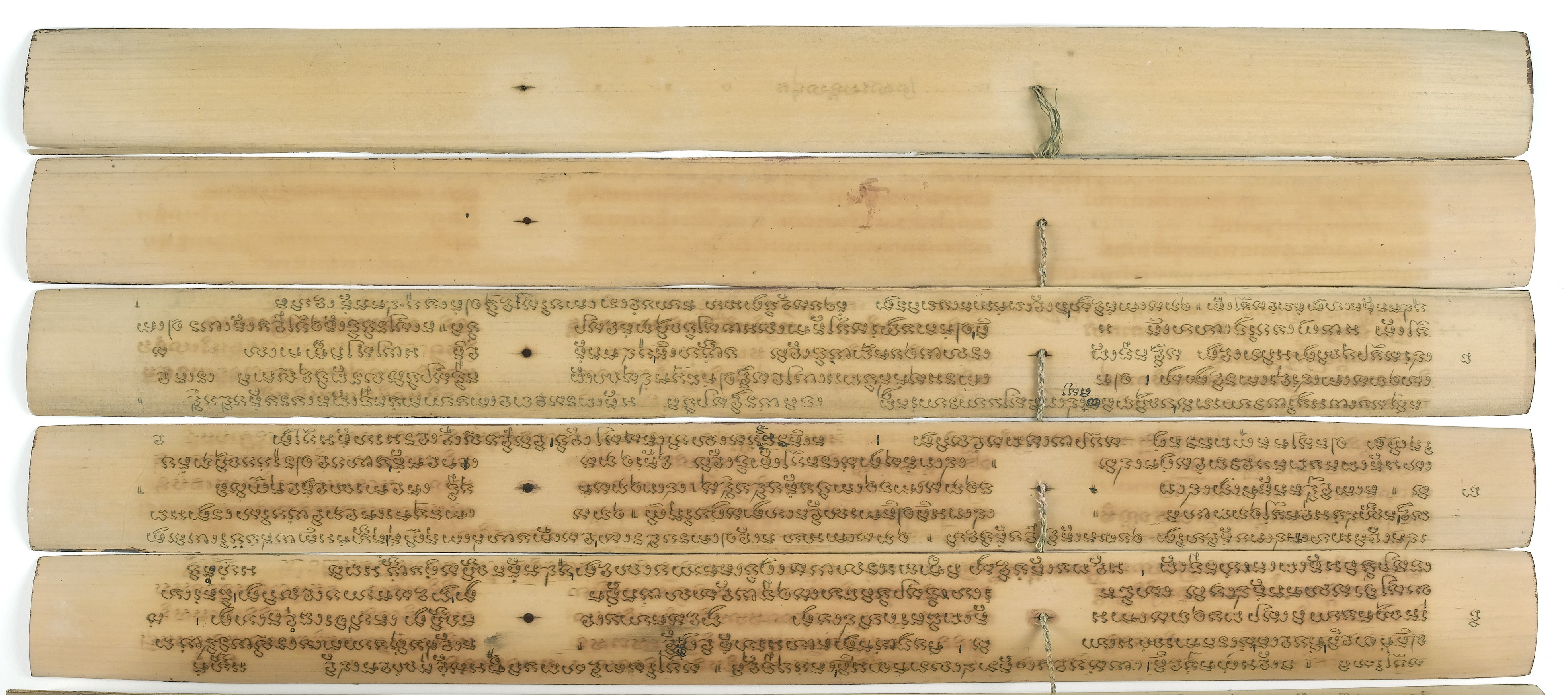
Manuscrits sur ôles

### Période pré-thaï
- Peuplement de la Thaïlande (en)
- Indianisation de la péninsule Indochinoise approximativement entre le IIe et le XIIIe siècle, Indosphère
- Manuscrits sur ôles[15],[16]

### Anciens royaumes (avant 1250)
- Fou-nan, Royaume de Lavo, Dvâravatî, Hariphunchai

### Période de Sukhothaï et Lannathai (± 1238-1558)
Le Royaume de Sukhothaï et Lanna

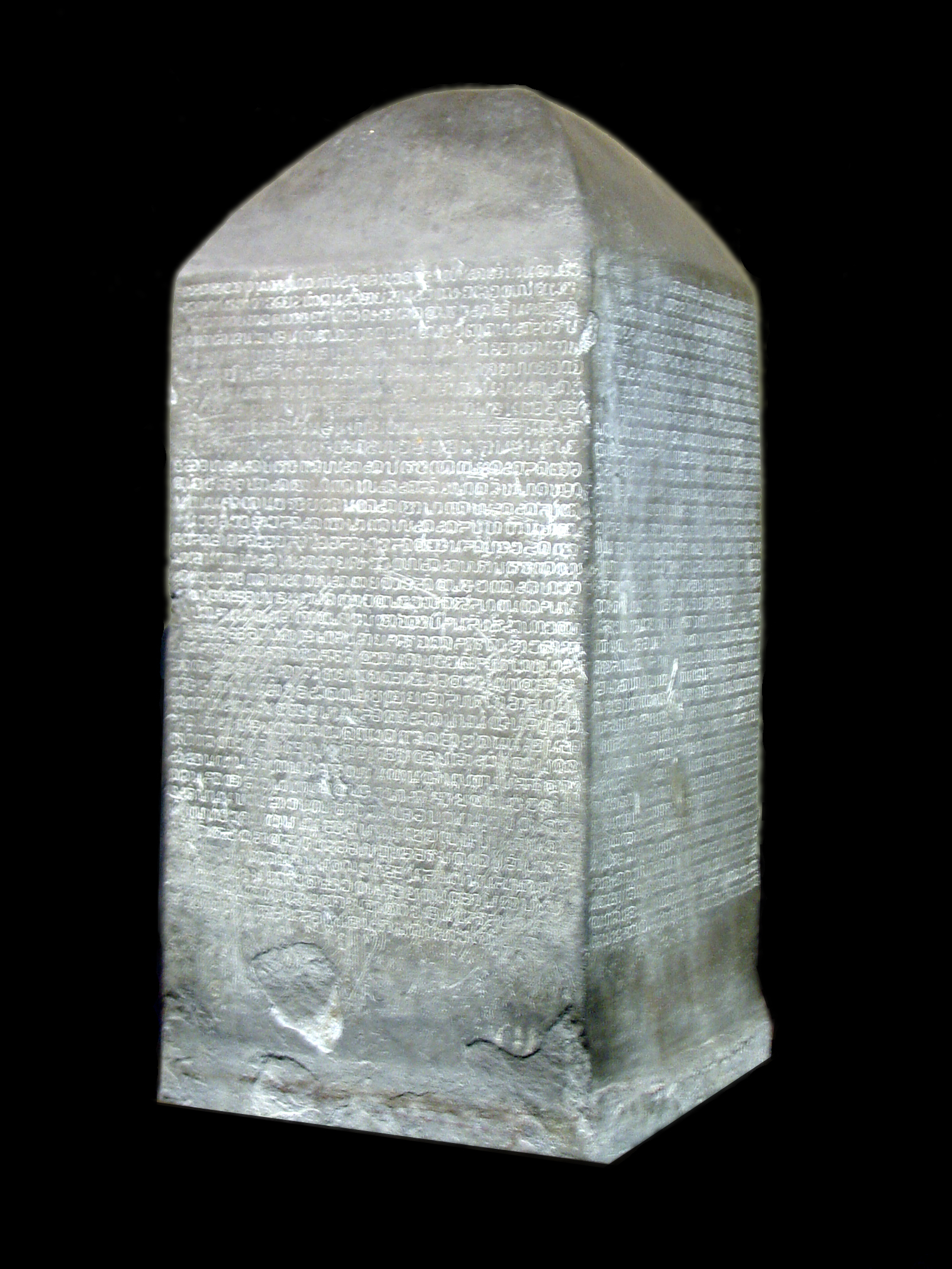
La Stèle de Ramkhamhaeng, datée de 1292, porte les plus anciennes inscriptions connues en alphabet proto-thaï. Elle est exposée au Musée national de Bangkok.

- La Stèle de Ramkhamhaeng, datée de 1292, porte les plus anciennes inscriptions connues en alphabet proto-thaï. Elle est exposée au Musée national de Bangkok.Inscriptions de la stèle de Ramkhamhaeng[17] (1283 ou 1292), une stèle qui serait à l'origine de l'alphabet thaï et qui évoque de manière idyllique la vie des Thaïs à Sukhothai, cité où chacun a sa place sous la protection de la Loi du Bouddha et sous celle du souverain (Ramkhamhaeng) juste et soucieux de son peuple.
- Chronique de Mulasasana (de) (1450c)
- Jinakalamali (en) (1527c)
- Li Thai (de) ou Lü Thaï ou Lü T'ai (1347-v. 1368/74), petit fils de Ramkhamhaeng : Traibhumikatha/Trai Phum Phra Ruang (de) ou Traïphumikatha (Les trois mondes[18],[19] de Phra Ruang) composé en 1345. Cet ouvrage connu un succès extraordinaire jusqu'au XIXe siècle. La plus ancienne copie connue, un manuscrit de 61 pages richement illustrées, date de 1776 et est exposée au musée d'Art asiatique de Berlin. La traduction en français de Georges Coedès et de Charles Archaimbault intitulée "Les trois mondes" est basée sur la version éditée par le prince Damrong en 1912. Les trois mondes décrits sont la Terre, l'Enfer et le Paradis ou, sur un autre plan, le monde des Désirs, celui des Châtiments et celui des Récompenses. Sa substance n'a aucun lien direct avec l'enseignement du Bouddha historique : c'est la compilation d'une trentaine d'ouvrages religieux indiens[20].
- Ramakien[1], version thaï du Ramayana ; transmis par les khmers et déjà présent dans les premiers royaumes thaïs du XIIIe siècle, il en existe des fragments qui datent de l'époque d'Ayutthaya (1351 – 1767). Le Ramakien prend sa forme écrite définitive au tout début du XIXe siècle au cours du règne du roi Rama Ier, dit « le Grand ».
- Krai Thong, histoire du seigneur crocodile Chalawan

### Période du royaume d'Ayutthaya (1351-1767)
- royaume d'Ayutthaya
- Khun Chang Khun Phaen, une légende transmise oralement pendant des siècles dès les années 1600. Consigné par écrit pour la première fois au début du XIXe siècle, au cours du règne de Rama II, cet ouvrage collectif est rédigé en particulier par le monarque Rama II et le poète Sunthorn Phu ; il est imprimé pour la première fois en 1872 à l'imprimerie Smith's Press de Bangkok. L'histoire de Khun Phaen est toujours enseignée de nos jours à l'école en Thaïlande et elle inspire de très nombreux feuilletons télé. La première traduction intégrale de cette œuvre en anglais publiée en 2010 par l'économiste Pasuk Pongpaichitr et l'historien Chris Baker[21] dépasse les 1400 pages[22].
- Yuan Phai (en)
- Eulogy of King Prasat Thong (en)
- Thawathotsamat (en)
- Nirat Hariphunchai (en)[23]
- The Twelve Sisters (en)
- Littérature de la période d'Ayutthaya (en)

### Période de Bangkok, Thonburi (1768-1932)
Le sac d'Ayutthaya par les Birmans en 1767 met fin au royaume et détruit la majorité des très nombreux textes littéraires produits durant les quatre siècles de la période : archives, panégyriques, bouddhisme, hindouisme, et un peu moins la poésie indigène (rai (ร่าย), khlong (โคลง), kap (กาพย์), klon (กลอน)).
À partir de 1782, date de fondation de Bangkok, les rois Rama I, Rama II et leurs successeurs ont ordonné la réécriture de ces textes anciens : il est donc très difficile de dater précisément chaque œuvre, les manuscrits qui nous sont parvenus n’étant que des copies écrites et réécrites de mémoire.
La musique thaïlandaise, la danse thaïlandaise, le théâtre thaïlandais, les arts thaïlandais de la marionnette ont aussi permis de conserver une bonne partie de ces traditions.

## Auteurs de littérature moderne et contemporaine (20esiècle et21esiècle)
- Akatdamkoeng Raphiphat (1904-1932)
- Anchalee Vivatanachai Anchan (1952-)
- Angkarn Kalayanapong (1926-2012)
- Arunwadi Arunmart (1976?-)
- Atsiri Thammachot (1947-)
- Binlah Sonkalagiri (1961-)
- Boonlua (1911-1982)
- Buddhadasa Bhikku (1906-1993)
- Chamnongsri Rutnin (1939-)
- Chart Korbjitti (1954-)
- Chiranan Pitpreecha (1955-)
- Chit Phumisak (1930-1966)
- Chote Praepan (1907-1956)
- Dokmai Sot (1905-1963)
- Duanwad Pimwana Pimjai Juklin (1969-)
- Fa Doonvoralak (1953-)
- Hem Vejakorn (1904-1969)
- Jaran Ditapichai (1947-)
- Jidanum Lueangpiansamut (1992-)
- Jit-Kasem Sibunruang (1915-2011)
- Juntree Siriboonrod (1917-1968)
- Kamin Kamani (1980?-)
- Kampoon Boontawee (1928-2003)
- Kanha Khiangsiri (1912-1999)
- Kanokphong Songsomphan (1966-2006)
- Khamsing Srinawk Lao Khamhom (1930-)
- Khuek-rit Pramot (1911-1995)
- Kulap Saipradit Siburapha (1905-1974)
- Kumut Chandruang (1913-1998)
- Luang Wichitwathakan (1898-1962)
- Naravadee Pensri Kiengsiri (1931-)
- Nawarat Phongphayboun (1940-)
- Ngarmpun Vejjajiva (1963-)
- Netiwit Chotsiphatphaisai (1996-)
- Nikom Rayawa (1944-)
- Nilawan Pintong (1915-2017)
- Nimit Bhumithavorn (1935-1990?)
- Nimitmongkol Navarat (1908-1948)
- Nongchanai Prinyathawat (1921-2014)
- Paiwarin Khao-Ngam (1961-)
- Pieretta Dawn (1994-)
- Pin Malakul (1903-1995)
- Pira Sudham (1942-)
- Pitchaya Sudbanthad (1976-)
- Pongpol Adireksarn (1942-)
- Por Intharapalit (1910-1968)
- Prabda Yoon (1973-)
- Pravit Rojanaphruk (1967-)
- Rattawut Lapcharoensap (1979-)
- Rompaeng Janyavee Sompreeda (1977-)
- Sakchai Bamrungpong Seni Saowapong (1918-2014)
- Saksiri Meesomsueb (1957-)
- Saneh Sangsuk (1953-)
- Seksan Prasertkul (1949-)
- Sidaoruang (1943-)
- Sila Komchai (1952-)
- Siriphan Techajindawong Koy Nuj (1966-)
- Siriworn Kaewkan (1968-)
- S. P. Somtow (1952-)
- Srifa Mahawan (1930-2013)
- Subha Devakul (1928-1993)
- Supa Sirisingh Botan (1945-)
- Suwanni Sukhontha (1932-1984)
- Suwat Woradilok (1923-2007)
- Tang Chang (1934-1990)
- Thommayanti (1936-2021)
- Vanit Charungkitanan (1948-2010)
- Veeraporn Nitiprapha (1962-)
- Vibhavadi Rangsit (1920-1977]]
- Vinata Doteeyont (1949-)
- Win Lyovarin (1956-)
- Wimon Sainimnuan (1955 ou 1958-)

## Genres
- Poésie thaï (en)
- Fiction thaï (en)
- Littérature bouddhiste thaï (en), Jātaka
- Livres funéraires commémoratifs (en) (Cremation volume)

## Œuvres

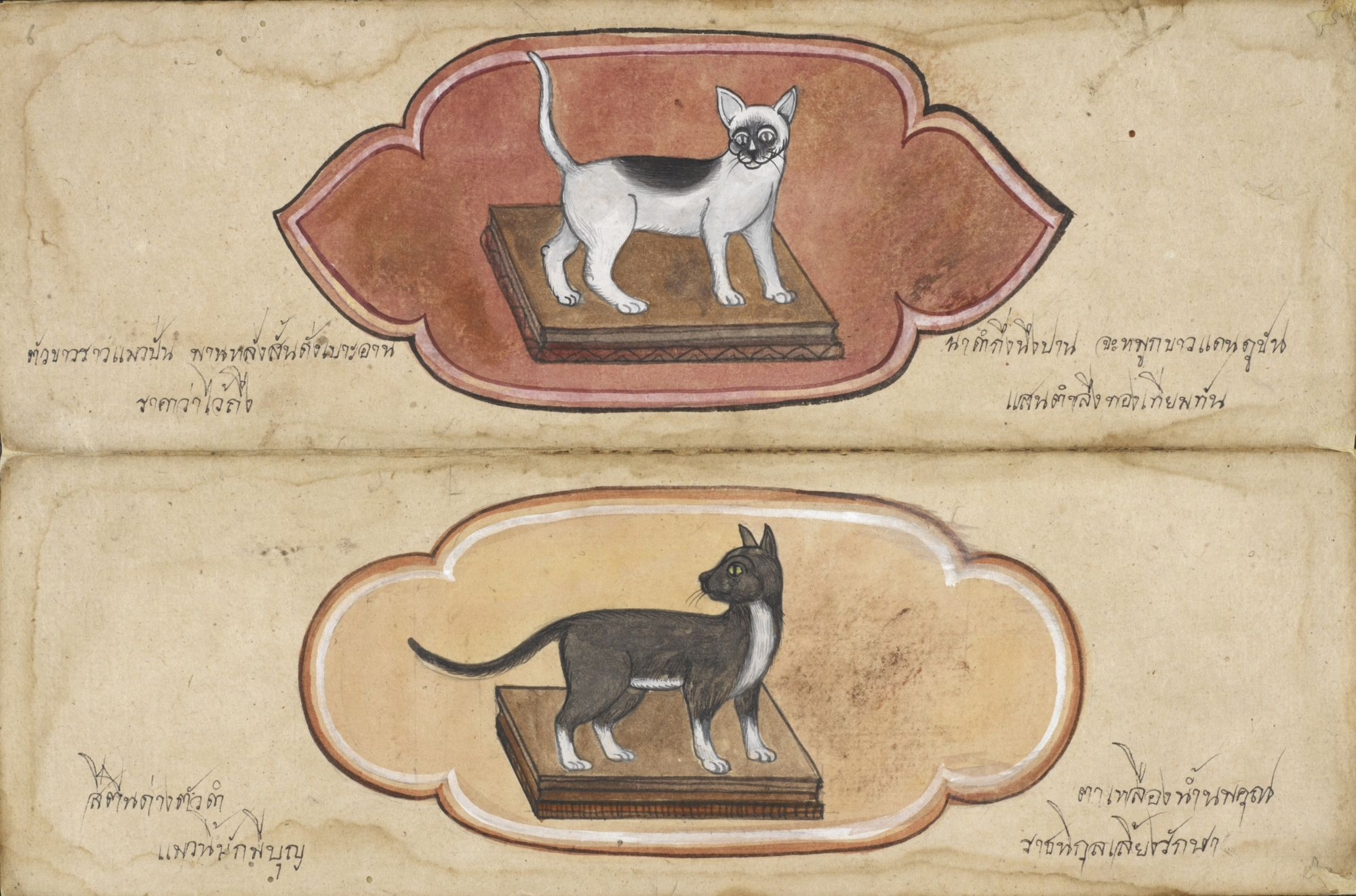
Une double page d'une copie du manuscrit du Traité des Chats à la British Library

- Thao Hung ou Cheuang (1400c)
- Tamra Maew (« Traité des chats »)

## Auteurs
- Écrivains thaïs (genre, siècle...) (en)

### Écrivain populaire et illustrateur
- Hem Vejakorn a écrit et illustré une centaine d'histoires de fantômes (thaï :ผี / Phi (esprits animistes)), littérature très populaire en Thaïlande ; il a de plus illustré le roman Chroniques des Trois Royaumes, classique de la littérature chinoise ainsi que de nombreuses œuvres littéraires classiques thaïlandaises : Lilith Phra Lo ; Phra Aphai Mani et Khun Chang, Khun Phaen ; Jatakas ; Poèmes de Rama Ier, Rama II et Rama VI ; Ramakien (Ramayana) ; Cycle de Panji (Inao) etc.

### Poètes
- Anchalee Vivatanachai Anchan
- Angkarn Kalayanapong
- Chamnongsri Rutnin
- Chit Phumisak
- Chiranan Pitpreecha
- Kulap Saipradit Sîbourapâ
- Narai
- Naravadee Pensri Kiengsiri
- Paiwarin Khao-Ngam
- Paramanuchitchinorot
- Rama II
- Rama VI Vajiravudh
- Saksiri Meesomsueb
- Seksan Prasertkul
- Sunthorn Phu
- Taksin
- Tang Chang
- Thammathibet

### Romanciers
- Atsiri Thammachot
- Binlah Songkalagiri
- Boonlua
- Chart Korbjitti
- Dokmai Sot
- Fa Poonvoralak
- Juntree Siriboonrod
- Kamin Kamani
- Kanha Khiangsiri
- Kukrit Pramoj
- Kulap Saipradit Sibourapa
- Naravadee
- Ngarmpun Vejjajiva
- Nikom Rayawa
- Pieretta Dawn
- Pongpol Adireksarn
- Por Intharapalit
- Prabda Yoon
- Prajim Wongsuwan
- Sakchai Bamrungpong Seni Saowapong
- Siriphan Techajindawong Koy Nuj
- S.P. Somtow
- Srifa Mahawan
- Subha Devakul
- Supa Sirisingh Botan
- Suwanni Sukhontha
- Suwat Woradilok
- Thommayanti
- Veeraporn Nitiprapha
- Vibhavadi Rangsit
- Vinita Diteeyont
- Win Lyovarin
- Wimon Sainimnuan

Atsiri Thammachot a écrit La maison du bord de mer traduit par Acharat Chotibut et Jean-Claude Neveu et de multiples nouvelles comme Pou Tao, Guerre et combat, La bru adultère... ; et, marqué par le Massacre de l'université Thammasat le 06 octobre 1976, il écrit les nouvelles Une fleur dans ta main, Tu existe toujours, au moins dans mon cœur, le recueil Khun Thong retournera à l'aube etc.
Prabda Yoon a publié des textes conjointement avec Win Lyovarin ; a écrit les scénarios des films "Last Life in the Universe" et "Invisible Waves" de Pen-Ek Ratanaruang ; a écrit la nouvelle "Marout regarde la mer" traduite en français dans la revue Jentayu, Hors-série n°2 Thaïlande, 2017, pages 83-92.
Sakchai Bamrungpong, nom de plume Seni Saowapong, est un diplomate, écrivain et journaliste né en 1918 et mort en 2014 qui a écrit entre autres les romans Les Esprits et L'Amour de Wanlaya.

### Dramaturges
- Chamnongsri Rutnin
- Sodsai Pantoomkomol
- Vasan Sitthiket

### Scénaristes
- Monthon Arayangkoon
- Aditya Assarat
- Cherd Songsri
- Piyapan Choopetch
- Subha Devakul
- Tanit Jitnukul
- Kongkiat Khomsiri
- Kongdej Jaturanrasamee
- Kittikorn Liasirikun
- Euthana Mukdasanit
- Nawapol Thamrongrattanarit
- Nonzee Nimibutr
- Rattana Pestonji
- Pimpaka Towira
- Prachya Pinkaew
- Banjong Pisanthanakun
- Suthep Po-ngam
- Prabda Yoon
- Pisut Praesangeam
- Pen-ek Ratanaruang
- Bhandit Rittakol
- Chookiat Sakveerakul
- Sarunyoo Wongkrachang
- Wisit Sasanatieng
- Mingmongkol Sonakul
- Paul Spurrier
- Anocha Suwichakornpong
- Siriphan Techajindawong
- Bhandit Thongdee
- Vanridee Pongsittisak
- Vichit Kounavudhi
- Apichatpong Weerasethakul
- Petchtai Wongkamlao Mum Jokmok
- Parkpoom Wongpoom
- Pakphum Wonjinda
- Suwat Woradilok
- Yongyoot Thongkongtoon
- Yuthlert Sippapak

## Institutions
- Prix littéraires thaï (en)
- Panyathai (en), encyclopédie thaï en ligne
- Wikipédia en thaï
- Chroniques royales d'Ayutthaya (en)
- Témoignages d'Ayutthaya (en)

### Liste d’œuvres littéraires thaïes traduites en français
Voici la liste presque exhaustive des textes littéraires écrits en langue thaïlandaise puis traduits en français :
- Charles Archaimbault et Georges Cœdès : Les trois mondes, UNESCO et École française d'Extrême-Orient ;
- Chart Korbjitti : Une histoire ordinaire (Piquier) ; Sonne l'heure (Le Seuil) ; La chute de Fak (Le Seuil puis GOPE) ; Chiens fous (Asphalte)
- Dokmai Sot : Les nobles (Éditions de l'Aube puis GOPE) ;
- Jit-Kasem Sibunruang : Khun Chang, Khun Phaen : La femme, le héros et le vilain, poème populaire thaï (Presses Universitaires de France) ;
- Kampoon Boontawee : Fils de l'I-sân (Fayard) ;
- Kanokphong Songsomphan : Priya บ้านเกิด (bilingue) (GOPE) ;
- Khuek-rit Pramot (1911-1995), Plusieurs vies (Langues et mondes-L'asiathèque) ;
- Kulap Saipradit (Sibourapa) : Sur le Mont Mitaké (Zoé) ;
- Ngarmpun Vejjajiva : Le bonheur de Kati (Gallimard jeunesse) ; L'histoire de Kati (Gallimard jeunesse) ;
- Nikom Rayawa : L'empailleur de rêves (Éditions de l'Aube) ;
- Nawarat Phongphayboun (Phongpaiboon) : La flûte de paddy ปี่ซังข้าวน้อย (conte bilingue) (Éditions Hong Samut Khun Yai)[33].
- Siriphan Techajindawong (Nuj Koy) : Citizen Dog (Intervista) ;
- Saneh Sangsuk : L'ombre blanche : Portrait de l'artiste en jeune vaurien (Le Seuil) ; Venin (Le Seuil) ; Une histoire vieille comme la pluie (Le Seuil) ; Seule sous un ciel dément (Le Seuil) ;
- Seksan Prasertkul : Vivre debout (Kergour).

On peut y ajouter des romans écrits en langue anglaise par des thaïlandais puis traduits en français :
- Pira Sudham : Terre de Mousson (Olizane) ; Enfances thaïlandaises (Fayard) ;
- Pitchaya Sudbanthad : Bangkok déluge (Payot et Rivages)
- Rattawut Lapcharoensap : Café Lovely (Points)
- S.P. Somtow : Mallworld graffitti (Denoël) et Mallworld (Gallimard) ; Chroniques de l'Inquisition : Lumière sur le détroit (Denoël), Le Trône de folie (Denoël), Les Chasseurs d'Utopies et Le Vent des ténèbres (Denoël) ; Trilogie de Timmy Valentine : Vampire Junction (Gallimard), Valentine (Gallimard) et Vanitas (Gallimard) ; L'année du caméléon (Éditions du Rocher) réédité sous le titre Galant de nuit (GOPE) ; Les larmes du Bouddha de pierre (GOPE) etc.